# Need Your Love (Curtis Harding)
Need Your Love è un singolo del cantautore statunitense Curtis Harding, pubblicato nel 2017 come terzo estratto dal secondo album in studio Face Your Fear.

## Video musicale
Il videoclip è stato pubblicato il 26 ottobre 2017 sul canale YouTube della ANTI- Records.